# Cape Fear (1962)

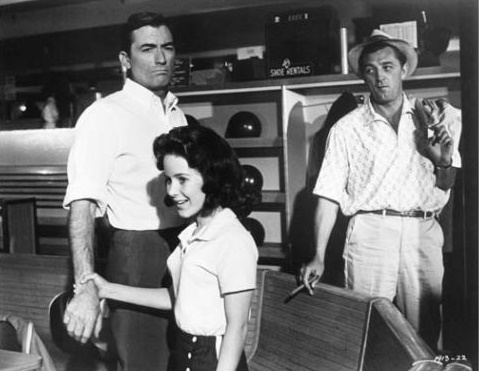
Foto publicitária de Gregory Peck, Lori Martin & Robert Mitchum.

Cape Fear (Brasil: Círculo do Medo; Portugal: A Barreira do Medo ou Barreira do Medo) é um filme estadunidense de 1962, dos géneros drama, suspense e policial, realizado por J. Lee Thompson, com argumento de James R. Webb baseado no romance The Executioners, de John D. MacDonald.

## Sinopse
Após cumprir pena Max Cady (Robert Mitchum), um perigoso psicopata, pretende vingar-se de Sam Bowden (Gregory Peck), um advogado que testemunhou decisivamente para a sua condenação. Extremamente frio e calculista, ele planeja vingar-se do advogado e da sua família.

## Elenco
- Gregory Peck (Sam Bowden)
- Robert Mitchum (Max Cady)
- Polly Bergen (Peggy Bowden)
- Lori Martin (Nancy Bowden)
- Martin Balsam (Mark Duttom)
- Jack Kruschen (Dave Grafton)
- Telly Savalas (Charles Sievers)
- Barrie Chase (Diane Taylor)
- Paul Comi (Garner)
- John McKee (Oficial Marconi)
- Page Slattery (Deputado Kersek)
- Ward Ramsey (Oficial Brown)
- Edward Platt (Juiz)